# Exacum hoffmannii
Exacum hoffmannii är en gentianaväxtart som beskrevs av Schinz. Exacum hoffmannii ingår i släktet Exacum och familjen gentianaväxter. Inga underarter finns listade i Catalogue of Life.